# Myrmecium latreillei
Myrmecium latreillei is een spinnensoort uit de familie van de loopspinnen (Corinnidae).
De wetenschappelijke naam van de soort werd in 1856 als Myrmecia latreillei gepubliceerd door Hippolyte Lucas.

## Synoniemen
- Myrmecia obscura Keyserling, 1891
- Myrmecium gounellei Simon, 1896